# Hugo Barraza
Hugo Barraza Espinosa, apodado el "León de Turbaco" (Cartagena de Indias, 16 de septiembre de 1950, 21 de abril de 2022), fue un boxeador colombiano, retador del campeonato mundial del peso superpluma del Consejo Mundial de Boxeo entre 1967 y 1977.

## Carrera
Hugo Barraza debutó en el boxeo a los 16 años al imponerse por nocaut técnico en el segundo asalto a José Torres, el 25 de mayo de 1967 en el teatro municipal de Turbaco. El primero de enero de 1972 ante Raúl Miranda en Sincelejo combate que ganó por nócaut en el cuarto asalto, luego realizaría varias peleas con boxeadores como Milton Mendez, con quien empataría, Julio Sanjuan y la primera de sus confrontaciones ante Francisco “Yata” Durango que también igualarían en ocho asaltos.
Perdió su condición de peleador invicto el 17 de diciembre de 1967 en Sincelejo, al caer por puntos en cuatro vueltas ante el crédito cartagenero el legendario Néstor Carlos "El Baba" Jiménez.
Hugo, durante su carrera pugilística profesional tuvo como representantes a Luis Moreno, un publicista de la empresa del famoso promotor griego George Parnassus, en Los Ángeles; y posteriormente, llegó a la cuerda boxística del reconocido empresario venezolano Ratito Cedeño Méndez, quién afanosamente propendía por enfrentarlo al campeón mundial WBC de peso súper pluma el puertorriqueño Alfredo "Salsero" Escalera, pero el organismo orbital lo emplazó para que se eliminara ante el estadounidense Tyrone Everett, quién lo derrotó el 1 de agosto de 1976, resignándolo al chance para dirimir por la faja universal.
Fajador puro, con alto poder noqueador, "El léon de Turbaco" con sus puños de oro fue catalogado uno de los mejores boxeadores colombianos de todos los tiempos sin haber podido tener la oportunidad de poder competir por un cinturón mundial. Su récord quedó en:
- Peleas ganadas: 49 (32 KO)
- Peleas perdidas: 9 (3 KO)
- Peleas empatadas: 4
- Total de peleas: 62

## Retiro

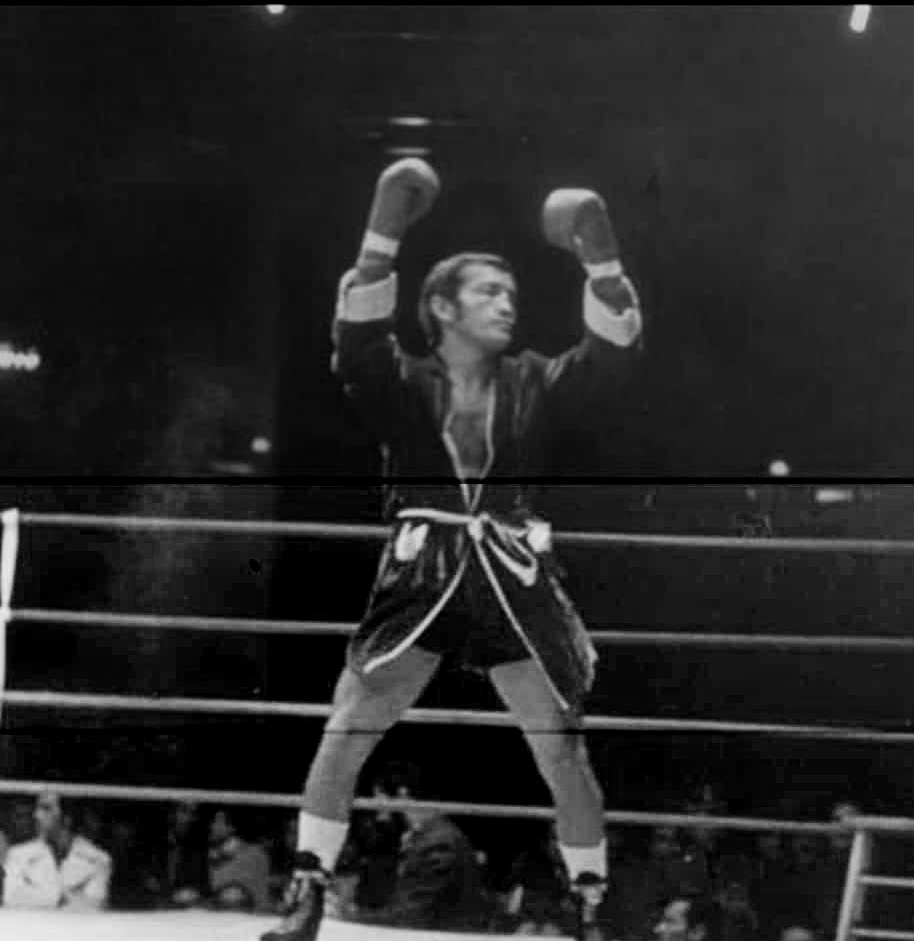
Hugo Barraza en el Teatro municipal de Turbaco celebrando su primera victoria al vencer a José Torres en 1967.

Barraza colgó los guantes luego de perder ante el ex campeón olímpico Alfonso Pérez, en disputa del fajón nacional de peso lígero, cayendo en una cerrada decisión en 12 asaltos en Cartagena de Indias, se retiró tempranamente a sus 27 años por un Desprendimiento de retina. Realizó 62 combates en diez años de carrera.
Dijo Hugo Barraza en una entrevista para una emisora de su pueblo natal, “Los campeones mundiales de la época no querían enfrentarme, a mí lo único que me faltó fue haber peleado por el título mundial, me quedé con esas ganas”.

## Influencia en la cultura popular
En su municipio, la biografía de Hugo Barraza ha motivado a muchas personas, especialmente a niños y jóvenes que desean seguir su legado. Como homenaje a él, se creó un gimnasio de boxeo en su pueblo natal, patrocinado por la alcaldía local. El gimnasio, ubicado en Turbaco, lleva el nombre de este destacado boxeador que dejó una huella significativa en la historia del lugar.
En este gimnasio se organizan eventos y encuentros tanto 'profesionales' como 'amateur' que permiten a los jóvenes pugilistas enseñar técnicas de boxeo y adentrarse en el mundo del boxeo colombiano. Ha ganado popularidad gracias al apoyo brindado por la alcaldía del municipio y otros medios de difusión. Se ha convertido en un lugar emblemático para visitar en Turbaco, especialmente para los aficionados al boxeo que buscan presenciar un verdadero encuentro boxístico.